# Miss Grace
Miss Grace (ook wel Ms Grace) is een single van The Tymes. Het is afkomstig van het album Trustmaker (VK: Ms Grace). Het werd de grootste hit van The Tymes in het Verenigd Koninkrijk, met een nummer 1-notering voor 1 week in elf weken notering. In de Verenigde Staten haalde het nummer de 91e plaats van de Billboard Hot 100. In België was het een bescheiden hitje dat de top 30’s schampte; in Nederland kwam het tot de tipparade van de Nederlandse top 40.
Het nummer is geschreven door John Hall en diens vrouw Johanna Hall. Ten tijde van het schrijven van dit lied maakte John deel uit van Orleans, maar die namen het nummer niet op voor een van hun elpees. Orleans' versie verscheen pas in 1991 op het album Orleans live.
The Tymes kende een groot personeelsverloop. Op deze single zongen George Williams, Albert C. Berry, Charles Nixos, Norman Burnett en Donald Banks. Opnamen vonden plaats in New York (RCA) en Philadelphia (Sigma Sound Studio).